# De sueur et de sang
Pour plus de détails, voir Fiche technique et Distribution.
De sueur et de sang est un film français réalisé par Paul Vecchiali en 1994, d'après le roman de Frederick Leroy.

## Synopsis
Marcel, ex-boxeur, pousse son fils, Maurice, à monter sur le ring de boxe. Mais Maurice est plus attiré par le violon. Inquiet de cette attitude ambiguë, Marcel teste son fils en lui présentant Nora. 

## Fiche technique
- Titre : De sueur et de sang
- Titre anglais : Wonderboy
- Réalisation : Paul Vecchiali
- Adaptation et dialogues : Frederick Leroy, Paul Vecchiali
- Directeur artistique : Pierre Sénélas
- 1er asst réalisateur : Gilbert Guichardière
- Directeur photographie : Georges Strouvé
- Costumes : Nathalie Cercuel
- Décors : Jean-Jacques Gernolle
- Musique : Roland Vincent
- Producteur délégué : Philippe Goldfain
- Distribution : Rezo Films
- Date de sortie :
  - France :30 novembre 1994
- Film français
- Format : couleur
- Durée : 117 minutes

## Distribution
- Fabienne Babe : Nora Mouche
- Sam Djob : Maurice
- Kader Boukhanef  : Philippe Raclan
- Rüdiger Vogler : Rudy Faraguss
- Jonathan Kinsler : l'inspecteur Riffard
- Jacques Martial : Marcel Maieux
- Judith Reval : Emmanuelle
- Bernard Rosselli : Marcel Maieux
- Peter Semler : Caron
- Nicolas Silberg : le commissaire Garraud
- Franck Tiozzo : Macauret
- Jean-Marc Thibault : Jacky, l'entraîneur
- Alain Deshayes : Bastien
- Jean Laurent : Mouche
- Michel Micallef : Tardifre
- Moucharfou Ibitotcho : Barret
- Abderrahim Kannour : Joël
- Jules Nassah : Martial
- Pierre Lelo : Tinès
- Guy Perrot : Claude
- Denise Farchy : Madame Garraud
- Jean-Frédéric Ducasse : le curé
- Nal Bantouglou Neddin : le luthier n°1
- Vincent Malgrange : le violoncelliste
- Heng Khun Ly : le serviteur Faraguss
- Pierre Biard : le barman
- Nelson Doho : l'enfant musicien
- Sylvain Maury  : le transformiste
- Béatrice Bruno